# 後藤ユウミ
後藤 ユウミ（ごとう ゆうみ、1984年2月14日 - ）は、福岡県北九州市出身の女優。

## 出演作品

### 映画
- LAST ROOM（ピエール・カルニオ監督、2008年）悪夢の中の女役
- 返り血に歌えば（味嶋太郎監督、2008年）主演・優子役
- 終わる町（味嶋太郎監督、2008年）主演・明日乱役
- スクリプト（アルベルト・ベントゥラ監督、2009年）YURI役
- CJ2（田中羊一監督、2009年）木下万里子役
- こっぴどい猫（今泉力哉監督、2011年）佐賀時子役
- ゆく人、くる人（天野千尋監督、2012年）後藤優子役
- Electric Kiss（工藤渉監督、2012年）まい子役
- tarpaulin（今泉力哉監督、2012年）高田時子役
- ムージック探偵 曲菊彦（田中羊一＆ヤングポール監督、2012年）刈谷みゆき役
- 新しい生活（川村清人監督、2012年）幸子役
- ゆびわのひみつ（谷口雄一郎監督、2013年）手塚美代役
- ウインターズ・レコード（平波亘監督、2013年）智子役
- 恋の渦（大根仁監督、2013年）ユウコ役
- 社会人（二ノ宮隆太郎監督、2013年）A役
- トムソーヤーとハックルベリーフィンは死んだ（平波亘監督、2013年）ノブコ役
- 激写!カジレナ熱愛中!（安川有果監督、2014年）山崎の女役
- 闇金ウシジマくんPart2（山口雅俊監督、2014年）下村美佐江役
- 沖縄美ら海水族館〜海からのメッセージ〜（2014年）磯村京子(お母さん)役
- はじめの悪魔祓い（中村公彦監督、2014年）茨野アンヌ役
- TOKYO TRIBE（園子温監督、2014年）ブクロストリートガール役
- お盆の弟（大崎章監督、2015年）小金井紀美子役
- 下衆の愛（内田英治監督、2015年）ひろみ役
- 俺物語!!（河合勇人監督、2015年）川で溺れる子供の母親役
- 64 -ロクヨン-前編（瀬々敬久監督、2016年）吉田素子役
- 黒い暴動❤（宇賀那健一監督、2016年）ヘアメイク役
- 過激派オペラ（江本純子監督、2016年）麿角桃実役
- 14の夜（足立紳監督、2016年）ケメ子役
- ある女工記（児玉公広監督、2017年）トミ役
- 今夜もL&L『僕らのライブ大事件』（加登屋寛監督、2017年）三枝栞役
- リングサイド・ストーリー（武正晴監督、2017年）古田美智代役
- エキストランド（坂下雄一郎監督、2017年）松岡役
- 8年越しの花嫁 奇跡の実話（瀬々敬久監督、2017年）麻衣のリハビリ仲間役
- 勝手にふるえてろ（大九明子監督、2017年）緑川先生役
- 素敵なダイナマイトスキャンダル（冨永昌敬監督、2018年）パチンコ屋にもいるかずみ役
- パンとバスと2度目のハツコイ（今泉力哉監督、2018年）パン屋店員役
- 音量を上げろタコ!なに歌ってんのか全然わかんねぇんだよ!!（三木聡監督、2018年）報道記者役
- その神の名は嫉妬（芦原健介監督、2018年）南出小百合役
- 送迎（大崎彰監督、2019年）母役
- きばいやんせ!私（武正晴監督、2019年）居酒屋店員役
- Where is TOKYO?（田中雄之監督、2019年）ゴールデン街の女役
- ホットギミック ガールミーツボーイ（山戸結希監督、2019年）教師役
- たわわな気持ち 全部やっちゃおう（古澤健監督、2019年）皆川芹那役
  - たわわな気持ち（2019年8月26日、オーピー映画）一般劇場編集版[1]
- 魔法少年☆ワイルドバージン（宇賀那健一監督、2019年）女神マントヒヒ役
- 一度死んでみた（浜崎慎治監督、2020年）カップル役
- 喜劇 愛妻物語（足立紳監督、2020年）チカの同僚役
- 銃2020（武正晴監督、2020年）受付の女性職員役
- 2020年 春の朝（足立紳監督、2020年）大山恭子役
- MASKAHOLIC（洞内広樹監督、2020年）マネージャー役
- アンダードッグ（武正晴監督、2020年）ピンサロ嬢役
- 新解釈・三國志（福田雄一監督、2020年）黄夫人のママ友役
- 私をくいとめて（大九明子監督、2020年）プッチ役
- アララト（越川道夫監督、2021年）チナツ役
- ずっと独身でいるつもり？（ふくだももこ監督、2021年）独身友人役
- ハウ（犬童一心監督、2022年）財部牧子役
- 餓鬼が笑う（平波亘監督、2022年）婦警・夏実役
- 雑魚どもよ、大志を抱け！（足立紳監督、2023年）小林の母役
- almost people「次女のはなし」（守屋文雄監督、2023年）旅館で働く女性役[2]
- 私の見た世界（石田えり監督、2025年）[3]

### 劇場アニメ
- よるのたんけん（水本博之監督、2018年）ぞう役
- 音楽（岩井澤健治監督、2020年）森田（ロトスコープアクト）／亜矢の友達・主婦（声）

### ドラマ
- リバースエッジ 大川端探偵社　第3話（2014年4月、テレビ東京） - 竹内の母役
- 死神くん　第7話（2014年6月、テレビ朝日）- 記者役
- 幼獣マメシバ〜望郷篇〜　第8・9話（2014年7月〜8月）- スミレ役
- グーグーだって猫である　第1・4話（2014年10月、WOWOW）- オカダ役
- 私たちがプロポーズされないのには、101の理由があってだな　第5話（2014年12月、LaLaTV）- ストーカー役
- ゴーストレート（2015年5月、フジテレビTWO）城之内役
- 女性作家ミステリーズ 美しき三つの嘘 第3話「平凡」（2016年1月4日、フジテレビ）- 店員役
- 逃げる女 第1・2話（2016年1月、NHK）- 女囚人役
- トットてれび（2016年4月 - 6月、NHK）- きれいな女優役
- 今夜もL&L 僕らのライブ大事件 （2017年、TOKYO MX）- 三枝栞 役
- 時空超越ドラマ&ドキュメント 美子伝説（2017年、NHK BSプレミアム）- 女官役
- 盗まれた顔（2019年、WOWOW）- 草野唯 役
- 全裸監督 第5・6話（2019年、Netflix）- いかつい女 役
- マンゴーの樹の下で〜ルソン島、戦火の約束〜（2019年、NHK）- 伊東役
- 時効警察はじめました 第5話（2019年、テレビ朝日） - 夏歩の母役
- 捨ててよ、安達さん。 （2020年、テレビ東京） - 編集長役
- 生きるとか死ぬとか父親とか（2021年、テレビ東京） - 皮膚科医役
- 失恋めし 第6話（2022年、Amazonプライムビデオ） - ミチヨ役
- シジュウカラ （2022年1月 - 3月、テレビ東京） - 荒木由香役
- 鉄オタ道子、2万キロ　第12話（2022年3月26日、テレビ東京） - 地元住民役
- それでも俺は、妻としたい 第2話・第9話（2025年1月19日・3月9日、テレビ大阪・BSテレ東） - ママ友 役[4]
- こんばんは、朝山家です。 第2話（2025年7月13日、朝日放送テレビ・テレビ朝日） - 美香 役[5]

### 舞台
- グレイテスト・ヒッツ・テラヤマ（作・演出／園子温、2013年）
- 成れの果て（作・演出／マキタカズオミ、2014年）
- クマグマ（作・演出／今田健太郎、2014年）
- このオカリナを壊してもいいと言われ（作・演出／今田健太郎、2015年）
- 甘い匂い（作・演出／今田健太郎、2016年）
- 愛は30分で壊れていく（作・演出／江本純子、2017年）

## 受賞歴
- 第5回TAMA映画賞 特別賞（大根仁監督、及びスタッフ・キャスト一同）
- 第23回日本映画プロフェッショナル大賞 新人奨励賞（『恋の渦』俳優チーム）